# 3099 Херґенротер
3099 Херґенротер (3099 Hergenrother) — астероїд головного поясу, відкритий 3 квітня 1940 року.
Тіссеранів параметр щодо Юпітера — 3,209.